# 樊鍾岱
樊鍾岱（1516年—？），字東望，直隸保定府清苑縣人，民籍，明朝政治人物。

## 生平
嘉靖二十八年（1549年）己酉科順天府鄉試第二十四名舉人。嘉靖二十九年（1550年）中式庚戌科會試第二百三十七名，三甲第一百三十六名進士。授陕西西安府涇陽縣知縣。

## 家族
曾祖樊璡；祖父樊昺，知縣；父樊衍，訓導。母郁氏；继母劉氏。具庆下。弟钟恒。